# St. Louis Premium Framboise
St. Louis Premium Framboise is een Belgisch bier, gebrouwen door Brouwerij Van Honsebrouck te Ingelmunster.

## Het bier
St. Louis Premium Framboise is een fruitbier met een alcoholpercentage van 2,8%. Aan traditionele geuze-lambiek wordt 25% frambozensap en suiker toegevoegd. Zo ontstaat een donkerrood bier.

## Vroegere bier en naamswijzigingen
Voor het verschijnen van St. Louis Premium Framboise produceerde brouwerij Van Honsebrouck St. Louis Framboise. Dit was een fruitbier van spontane gisting (op basis van lambiek), aanvankelijk met een alcoholpercentage van 5% en later van 4,5%. Een tijdlang heette het bier ook St. Louis Frambozen (Nederlandse vermelding op het etiket) en eveneens St. Louis Frambozenbier, maar ook deze verdwenen later. St. Louis Frambozenbier heette ook Gueuze Framboisée. St. Louis Framboise en de varianten worden niet meer gebrouwen sinds het alcoholpercentage verminderde tot 2,8%.

### Etiketbier
Van St. Louis Framboise werd een etiketbier gemaakt: Vieux Bruges Framboises (ook in het enkelvoud: Vieux Bruges Framboise). Het alcoholpercentage hiervan veranderde mee met het alcoholpercentage van St. Louis Framboise: eerst 5%, daarna 4,5%.